# 三好規之
三好 規之（みよし のりゆき）は、日本の農芸化学者・化学者（食品機能学・細胞生物学・分子生物学・質量分析）。学位は博士（農学）（名古屋大学・2004年）。静岡県立大学食品栄養科学部准教授・大学院食品栄養環境科学研究院准教授。
東京大学医科学研究所リサーチフェロー、静岡県立大学食品栄養科学部助教などを歴任した。

## 概要
食品機能学、細胞生物学、分子生物学、質量分析を専攻する農芸化学者・生化学者である。ジオスゲニンの生合成遺伝子を世界で初めて取得し、遺伝子配列を決定したことでも知られる。東京大学で研究に従事し、静岡県立大学で教鞭を執った。

## 来歴

### 生い立ち
1999年鳥取大学医学部生命科学科卒業。2001年静岡県立大学大学院生活健康科学研究科博士前期課程修了。2004年名古屋大学大学院生命農学研究科博士課程修了、博士（農学）。博士論文の題は「がん予防食品因子による細胞増殖抑制の分子機構に関する研究」。

### 研究者として
大学院修了後はアメリカ合衆国に渡り、2004年国立衛生研究所の客員研究員となった。その後、日本に帰国し、2005年より東京大学医科学研究所にてリサーチフェローとなった。2006年からは、母校である静岡県立大学にてグローバルCOEプログラムを担当する博士研究員となった。2007年9月、静岡県立大学食品栄養科学部助教に就任。のち准教授となる。食品栄養科学部においては、主に栄養生命科学科の講義を担当し、生化学研究室を受け持った。なお、静岡県立大学の大学院においては、食品栄養環境科学研究院の准教授も兼務した。大学院においては、主として薬食生命科学総合学府の食品栄養科学専攻や薬食生命科学専攻の講義を担当し、長寿生化学研究室を受け持った。

## 研究
専門は農芸化学や生化学であり、食品機能学、細胞生物学、分子生物学、質量分析、などといった分野の研究に携わってきた。具体的には、食品成分による生活習慣病の予防や促進について、その分子の機構について研究していた。また、生活習慣病を制御する内因性の分子について、その探索と機能の解析に従事していた。専門分野に関する学術書や専門書への執筆なども行っている。これまでの業績に対しては、2013年に国際フリーラジカル学会の若手研究奨励賞が授与された。また、「食品成分と内因性分子による生活習慣病の促進メカニズムと予防に関する生物化学分析」の業績が評価され、2015年に日本農芸化学会より農芸化学奨励賞が授与された。 
学術団体としては、日本農芸化学会、日本栄養・食糧学会、日本生化学会、日本癌学会、日本酸化ストレス学会、日本がん予防学会、などに所属した。

## 人物
静岡県立大学にて伊勢村護の門下となったことから、伊勢村の同門会の出欠の取りまとめなどを担当している。

## 略歴
- 1999年 - 鳥取大学医学部生命科学科卒業。
- 2001年 - 静岡県立大学大学院生活健康科学研究科博士前期課程修了。
- 2004年 - 名古屋大学大学院生命農学研究科博士課程修了。
- 2004年 - アメリカ国立衛生研究所客員研究員。
- 2005年 - 東京大学医科学研究所リサーチフェロー。
- 2006年 - 静岡県立大学博士研究員。
- 2007年 - 静岡県立大学食品栄養科学部助教。

## 賞歴
- 2013年 - 国際フリーラジカル学会若手研究奨励賞。
- 2015年 - 農芸化学奨励賞。

## 著作

### 分担執筆、寄稿、等
- 吉川敏一監修、内藤裕二・豊國伸哉編『酸化ストレスの医学』診断と治療社、2008年。ISBN 9784787816566
- Chemoprevention of cancer and DNA damage by dietary factors, Siegfried Knasmüller, et al. (ed.), Wiley-VCH, 2009. ISBN 9783527320585
- 横越英彦監修『抗ストレス食品の開発と展望』2巻、シーエムシー出版、2012年。ISBN 9784781305240
- Cancer and Inflammation Mechanisms -- Chemical, Biological, and Clinical Aspects, Yusuke Hiraku, Shosuke Kawanishi and Hiroshi Ohshima (ed.), Wiley, 2014. ISBN 9781118160305

## 関連人物
- 伊勢村護
- 大島寛史